# Synagoga w Daleszycach
Synagoga w Daleszycach – nieistniejąca, drewniana synagoga znajdująca się Daleszycach przy placu Targowym.
Synagoga została zbudowana w 1894 roku. Podczas II wojny światowej hitlerowcy zburzyli synagogę. Po zakończeniu wojny nie została odbudowana.